# Долње Орле
Долње Орле (словен. Dolnje Orle) је насељено место у општини Севница, Посавска регија, Словенија.

## Историја
До територијалне реорганизације у Словенији биле су у саставу старе општине Севница.

## Становништво
У попису становништва из 2011. године, Долње Орле су имале 25 становника.
| Број становника према пописима | Број становника према пописима | Број становника према пописима |
| ------------------------------ | ------------------------------ | ------------------------------ |
| 1991                           | 2002                           | 2011                           |
| 23                             | 29                             | 25                             |